# 331785 Sumners
331785 Sumners este o planetă minoră (asteroid) din Mars-crossing asteroid⁠(d). A fost descoperită pe 26 aprilie 2003 la George Observatory⁠(d) de George Observatory⁠(d). 
Obiectul prezintă o orbită caracterizată de o semiaxă mare de 2,6715018402722 UAi, o excentricitate de 0,42774042674214, o înclinație de 25,432834288548 ° în raport cu ecliptica.